# Psapharomys salebrosa
Psapharomys salebrosa är en tvåvingeart som beskrevs av Grunberg 1915. Psapharomys salebrosa ingår i släktet Psapharomys och familjen vapenflugor.
Artens utbredningsområde är Kongo. Inga underarter finns listade i Catalogue of Life.